# Победа (лотерея)
Всероссийские государственные лотереи «Победа» — 4 тиражные и 12 бестиражных государственных лотерей.
Организатор лотерей — Федеральное агентство специального строительства («Спецстрой России»), подведомственное Министерству обороны Российской Федерации.
Оператор лотерей — ООО "Государственные лотереи «Победа» (ранее — ООО «Темпы Роста»).

## История
На основании открытого конкурса на проведение нового государственного лотерейного проекта 30 мая 2011 года был заключён государственный контракт между Спецстроем России и ООО "Государственные лотереи «Победа». Согласно контракту будут проведены 4 тиражных и 12 бестиражных всероссийских государственных лотерей в обычном режиме, право на участие в которых, связано с внесением платы. Размер призового фонда каждой лотереи, согласно российскому законодательству, составляет не менее 50 % выручки от её проведения. Срок реализации проекта — 5 лет с даты принятия распоряжения Правительства РФ от 10.06.2010 № 964-р о проведении Всероссийских государственных лотерей «Победа». В августе 2011 года состоялся запуск первой игры — тиражной лотереи «ТОП-3».
В ноябре 2011 года ООО «Государственные лотереи „Победа“» выступило оператором известной тиражной лотереи «Русское лото». Таким образом, известный лотерейный бренд передаёт накопленный опыт в организации и проведении игр, а «Русское лото» приобретает статус государственной лотереи. Ценный приз или лотерейный выигрыш облагается, согласно законодательству РФ, налогом.
Лотереи «Победа» закрылись к середине 2015 года под давлением общественности. В связи с этим популярная лотерея Золотой ключ и лотерея Золотой ключ 6 из 36 приостановили свою деятельность.

## Цели и задачи
Часть доходов от реализации билетов Всероссийских государственных лотерей «Победа» перечисляется на поддержку российской армии, в частности, на осуществление проектов в рамках «Стратегии социального развития Вооружённых Сил Российской Федерации на период до 2020 года», утверждённой Министерством обороны Российской Федерации.
В рамках данного документа до 2020 года запланированы следующие мероприятия:
- улучшение жилищных условий военнослужащих
- развитие дошкольного образования детей военнослужащих
- повышение размеров денежного довольствия военнослужащим и заработной платы гражданскому персоналу
- увеличение пенсий гражданам, уволенным с военной службы
- повышение безопасности военной службы
- развитие телерадиовещательной системы Вооружённых Сил России.

## Миссия проекта
Миссия ООО "Всероссийские государственные лотереи «Победа» заключается в поддержке социальных проектов в Российской Федерации путём предоставления гражданам развлекательных лотерейных продуктов и увеличения уровня вовлеченности общества в инициативы, направленные на социальное развитие и укрепление обороноспособности государства.

## Социальная ответственность
Всероссийские государственные лотереи «Победа» со дня запуска в рамках дополнительной социальной ответственности участвуют в программах развития патриотического воспитания молодёжи, паралимпийского спорта в стране, а также оказания помощи тяжелобольным детям.

## Развитие паралимпийского спорта в стране
В декабре 2011 года всероссийские государственные лотереи «Победа» выступили соорганизатором торжественного приема в честь 15-летия Паралимпийского комитета России.
В мероприятии приняли участие основатели паралимпийского движения в стране, представители руководства ПКР, тренерский состав паралимпийской сборной, великие советские и российские спортсмены, чемпионы летних и зимних Паралимпийских игр.
В сентябре 2012 года государственные лотереи «Победа» оказали поддержку в организации торжественного приема в честь паралимпийской сборной России, организованного Паралимпийским комитетом России в заключительный день XIV летних Паралимпийских игр в Лондоне.

## Патриотическое воспитание молодёжи
Всероссийские государственные лотереи «Победа» в рамках заключённого в апреле 2013 года соглашения о долгосрочном сотрудничестве с ДОСААФ России развивают совместный с оборонным обществом социальный проект «Бумеранг».
Цель проекта «Бумеранг» — постинтернатное сопровождение выпускников и воспитанников детских сиротских учреждений и оказание им необходимой комплексной помощи в обучении и трудоустройстве.
В рамках проекта дети, оставшиеся без попечения родителей, проходят обучение по выбранным ими массовым техническим специальностям, а также участвуют в акциях, направленных на развитие патриотических чувств и нравственного воспитания. Первый выпуск состоялся 22 июня.
Участники проекта, успешно сдав выпускные экзамены в Школе радиоэлектроники ДОСААФ России, получили дипломы по специальности «Ремонта и ТО персональных компьютеров». В этот же день молодые специалисты получили приглашение на работу от ОАО «Мосэнерго».
В пилотном проекте участвуют воспитанники Детской деревни-SOS (г. Томилино), Ступинского социального приюта для детей и подростков, выпускники Ростовского, Зареченского, Шарьинского и Солотчинского детских домов.

## Оказание помощи тяжелобольным детям
Государственные лотереи «Победа» также присоединились ко всероссийской благотворительной акции «Под флагом Добра!», направленной на оказание помощи тяжелобольным детям, нуждающимся в дорогостоящем лечении.
Первое мероприятие Всероссийской благотворительной акции «Под флагом Добра!» прошло 12 июня 2005 года в Москве. В результате проведения матча и концерта звёзд российской эстрады было собрано 11 миллионов рублей, которые были направлены на адресную помощь 36 детям, нуждающимся влечении.
Всего проведено уже 107 благотворительных матчей. Общим результатом проведения Акции начиная с 2005 года по настоящее время стало вручение 1601 именных сертификатов, гарантирующих оплату необходимого лечения тяжелобольным детям из разных регионов России на общую сумму около 172 миллионов рублей.

## Претензии правоохранительных органов и жалобы граждан
С 2013 года у правоохранительных органов, а также инициативных групп граждан возникают претензии к форме организации государственной бестиражной лотереи «ВГБЛ 11 Победа». Претензии связаны, в первую очередь, со схожестью алгоритма розыгрыша лотереи с запрещенной вне игорных зон деятельностью по организации и проведению азартных игр с использованием игровых автоматов.
В июле 2013 года прокуратурой Санкт-Петербурга проведена проверка алгоритма розыгрыша Всероссийской государственной бестиражной лотереи 11 «Победа». По мнению прокуратуры, механизм розыгрыша данной лотереи противоречит требованиям Федерального закона «О лотереях» в соответствии с которыми, выигрышные лотерейные билеты определяются на стадии их изготовления, а призовой фонд лотереи имеет фиксированный размер. Проверкой установлено, что при розыгрыше с использованием электронного оборудования «торговый терминал „Победа“» окончательный выигрыш либо проигрыш зависит, в том числе, от воли игрока прекратить участие в розыгрыше и забрать выигрыш либо продолжить его, рискуя потерять как внесённые, так и уже выигранные денежные средства. Данный алгоритм не позволяет как определять выигрышные билеты на стадии их изготовления, так и обеспечить фиксированный размер призового фонда. Прокуратурой в оборудовании также обнаружены «развлекательные визуализации», фактически копирующие игры известных игровых автоматов (такие как Book of the Ra, Columbus и иные), розыгрыш в режиме которых имеет признаки запрещённых вне игорных зон азартных игр. По результатам проверки генеральному директору ООО «Государственные лотереи „Победа“» объявлено предостережение о недопустимости нарушения закона.
Однако в тот же день был опубликовано официальное заявление о том, что распространение лотерейных билетов государственной лотереи «Победа» при помощи оборудования соответствует требованиям действующего законодательства, отвечает требованиям к порядку проведения государственной бестиражной лотереи и условиям, утверждённым приказом Федерального агентства специального строительства (Спецстрой России). При реализации государственного контракта на проведение государственных лотерей «Победа» для распространении лотерей используется сертифицированное торговое оборудование и программное обеспечение.
По сообщению оператора государственных лотерей «Победа» усматриваемые Прокуратурой Санкт-Петербурга нарушения являются результатом непонимания процедуры проведения государственной бестиражной лотереи, и в ближайшее время оператором будут предоставлены необходимые материалы в Прокуратуру Санкт-Петербурга в установленном порядке.
В мае 2014 года претензии к лотерее, связанные с тем, что учредители ООО «Государственные лотереи „Победа“» зарегистрированы в офшорной зоне, высказали представители Общероссийского Народного Фронта.

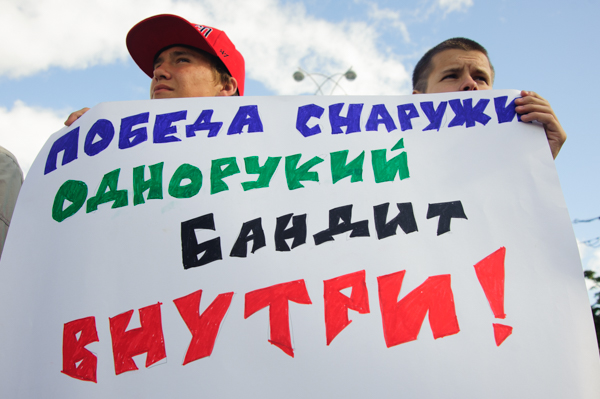
Пикет против нелегальных игорных заведений в Екатеринбурге 25.07.2014

В июле 2014 года в Екатеринбурге прошел пикет против подпольных казино и лотереи «Победа». Среди лозунгов митингующих: «Полиция, останови игровой беспредел», «Лудомания — причина преступлений!», «Требуем соблюдения закона», «Победа снаружи — однорукий бандит внутри!».
Также в августе 2014 года начальник УМВД по Тюменской области Юрий Алтынов на встрече со СМИ заявил: «Еще одна очень важна тема — игорные заведения. Сейчас для них есть место в Сочи и в Крыму. Но, к сожалению, законодательство несовершенно. Дельцы адаптируются, этот процесс мутирует. Например, та же лотерея „Победа“. Нас в Тюмени через суд заставили вернуть их игровое оборудование и даже аннулировать запись в журнале учёта преступлений. Суд уверен, что их деятельность законна. Вчера мы выявили один факт незаконного игорного бизнеса, но наказываем мы не тех людей, которые получают огромные прибыли от этого, а администраторов заведений. Наша задача докопаться до организаторов „Победы“ — их следы ведут в Москву и Екатеринбург — и найти зацепку, которая докажет, что это незаконная игорная деятельность».
В сентябре 2014 года сотрудниками прокуратурой города Ялты установлено, что на одной из улиц в центре города осуществлялась деятельность по распространению Всероссийской государственной бестиражной лотереи «Победа», имеющая признаки деятельности по проведению азартных игр. Сотрудниками прокуратуры города с участием сотрудников Массандровского отдела полиции изъято 28 электронных терминалов, имеющих признаки игрового аппарата.
В августе 2014 года в отношении распространителя лотереи «Победа» ООО «Контур» прокуратурой Санкт-Петербурга возбуждено дело об административном правонарушении, предусмотренном ст. 14.1.1 КоАП РФ (незаконная организация и проведение азартных игр)
В ходе совместных с МИФНС России № 18 по Санкт-Петербургу мероприятий,проведенных с привлечением специалиста Санкт-Петербургского электротехнического университета «ЛЭТИ», установлено, что ООО «Контур» под видом распространения всероссийской государственной бестиражной лотереи «ВГБЛ 11 «Победа» осуществляет деятельность по организации и проведению азартных игр.  Участие в розыгрыше осуществлялось только при помощи специализированного компьютерного оборудования путём приобретения электронных лотерейных билетов.
Вместе с тем, посетителям игорного заведения была предоставлена возможность переключения режима электронного лотерейного билета в режим «развлекательной мультипликации». В названном режиме участникам азартной игры демонстрировались различные комбинации графических символов военной тематики. Комбинации могли быть, как выигрышные, так и проигрышные. Более того, игрок мог самостоятельно выбрать размер ставки и количество «линий», совпадение по которым приведет к выигрышу. Для этого на специализированных клавиатурах оборудования имелись клавиши с надписями «Bet» и «Line» (клавиши с такиминаименованиями имеются на большинстве современных игровых автоматов). 
В ходе судебного заседания эксперт Санкт-Петербургского университета телекоммуникаций им. проф. М.А. Бонч-Бруевича подтвердил, что в режиме «мультипликационной заставки» и при условии игры на реальные денежные средства, используемое ООО «Контур» оборудование является игровым. 
По результатам рассмотрения дела об административном правонарушении мировым судьей судебного участка № 42 Санкт-Петербурга  ООО «Контур» признано виновным в совершении правонарушения, предусмотренного ч. 1 ст. 14.1.1 КоАП РФ. Обществу назначено наказание в виде штрафа в размере 700 тысяч рублей с конфискацией игрового оборудования.
Не согласившись с принятым решением, ООО «Контур» обратилось с жалобой на постановление мирового судьи в Калининский районный суд Санкт-Петербурга.
Решением Калининского районного суда Санкт-Петербурга в удовлетворении жалобы отказано, постановление мирового судьи судебного участка № 42 оставлено без изменения. Постановление вступило в законную силу.
Жительница Углегорского района приобрела билет всероссийской государственной лотереи «Победа» в отделений почтовой связи и подделала результаты, чтобы обманом выиграть три миллиона рублей. Довести дело до выигрыша она не смогла, поскольку назначило экспертное исследование, которое выявило подделку.